# Гилл, Тали
Та́ли Гилл (англ. Tahli Gill; род. 8 сентября 1999, Сидней) — австралийская кёрлингистка.
В декабре 2021 года на квалификационном турнире за право участия в зимних Олимпийских играх 2022 смешанная пара Тали Гилл / Дин Хьюитт добилась исторического успеха, выиграв турнир в разряде смешанных пар и став первой в истории сборной Австралии по кёрлингу (в любом виде кёрлинга), получившей право на участие в зимних Олимпийских играх.
В составе смешанной парной сборной Австралии Тали Гилл участвовала в турнире по кёрлингу среди смешанных пар на зимних Олимпийских играх 2022 года (заняли десятое место — в том числе обыграв смешанную пару из Канады, где играл тренировавший их к квалификации на Олимпиаду дважды олимпийский чемпион Джон Моррис, в результате чего смешанная пара Канады не попала в этап плей-офф).
В ходе турнира смешанных пар на зимних Олимпийских играх 2022 года ежедневный тест на коронавирус COVID-19 дал у Тали Гилл положительный результат, организаторы уже приняли решение отстранить Тали Гилл от соревнований (тем самым дисквалифицировав всю смешанную пару Австралии, поскольку замены не допускались, запасных игроков не было) и сборная начала собираться домой — но сутки спустя медицинские эксперты в аппарате организаторов Олимпиады повторно рассмотрели результаты тестов и пришли к выводу, что заметных степеней заболевания не наблюдается, опасности как вирусоноситель для окружающих Тали Гилл не представляет и команда может продолжать участие в соревнованиях; в следующем же матче смешанная парная сборная Австралии одержала первую в своей истории победу на Олимпийских играх, обыграв вице-чемпионов зимних Олимпийских игр 2018 швейцарскую пару Женни Перре и Мартин Риос.
В составе смешанной парной сборной Австралии, совместно с Дином Хьюиттом, бронзовый призёр чемпионата мира 2025 года — это первые медали какой-либо сборной Австралии по кёрлингу на чемпионатах мира.
В «классическом» кёрлинге (команда из четырёх человек одного пола) в основном играет на позиции четвёртого. Скип команды.

## Достижения
- Чемпионат Австралии по кёрлингу среди женщин: золото (2018), серебро (2019, 2022).
- Чемпионат мира по кёрлингу среди смешанных пар: золото (2025).
- Чемпионат Австралии по кёрлингу среди смешанных пар: золото (2018, 2019, 2022, 2023, 2024, 2025).
- Чемпионат Австралии по кёрлингу среди смешанных команд: бронза (2018).

## Команды
| Сезон                                               | Четвёртый       | Третий                | Второй           | Первый         | Запасной       | Тренер                                      | Турниры                                  |
| --------------------------------------------------- | --------------- | --------------------- | ---------------- | -------------- | -------------- | ------------------------------------------- | ---------------------------------------- |
| 2011—12                                             | Victoria Wilson | Marlene Corgat-Taylor | Shantelle Walker | Тали Гилл      |                | Линетт Гилл                                 | ТАЧЮ 2012 (5 место)                      |
| 2012—13                                             | Victoria Wilson | Marlene Corgat-Taylor | Kelsey Hamsey    | Тали Гилл      | Samantha Jeffs | Линетт Гилл                                 | ТАЧЮ 2013 (5 место)                      |
| 2013—14                                             | Victoria Wilson | Samantha Jeffs        | Тали Гилл        | Kirby Gill     | Ivy Militano   | Линетт Гилл                                 | ТАЧЮ 2014 (5 место)                      |
| 2014—15                                             | Victoria Wilson | Samantha Jeffs        | Тали Гилл        | Kirby Gill     | Ivy Militano   | Линетт Гилл                                 | ТАЧЮ 2015 (5 место)                      |
| 2015—16                                             | Samantha Jeffs  | Тали Гилл             | Ivy Militano     | Kirby Gill     | Jayna Gill     | Линетт Гилл                                 | ЧМЮ-Б 2016 (18 место)                    |
| 2016—17                                             | Samantha Jeffs  | Тали Гилл             | Ivy Militano     | Kirby Gill     | Jayna Gill     | Линетт Гилл                                 | ЧМЮ-Б 2017 (21 место)                    |
| 2017—18                                             | Тали Гилл       | Samantha Jeffs        | Ivy Militano     | Kirby Gill     | Jayna Gill     | Линетт Гилл                                 | ЧМЮ-Б 2018 (20 место)                    |
| 2018—19                                             | Тали Гилл       | Лори Уиден            | Линетт Гилл      | Kirby Gill     | Jayna Gill     | Ken Macdonald (ТАЧ)                         | ЧАЖ 2018 · ТАЧ 2018 (6 место)            |
| 2019—20                                             | Тали Гилл       | Лори Уиден            | Линетт Гилл      | Kirby Gill     | Amanda Hlushak |                                             | ЧАЖ 2019                                 |
| 2019—20                                             | Тали Гилл       | Kirby Gill            | Su Yun Oh        | Veronica Johns | Lucy Militano  | Линетт Гилл                                 | ЧМЮ-Б 2019 (дек.) (16 место)             |
| 2022—23                                             | Тали Гилл       | Kirby Gill            | Su Yun Oh        | Ivy Militano   | Lucy Militano  |                                             | ЧАЖ 2022                                 |
| 2022—23                                             | Kirby Gill      | Тали Гилл             | Ivy Militano     | Jayna Gill     | Joanne Robins  | Линетт Гилл                                 | ЗУ 2023 (10 место)                       |
| Кёрлинг среди смешанных команд (mixed curling)      |                 |                       |                  |                |                |                                             |                                          |
| 2018–19                                             | Sam Williams    | Тали Гилл             | Mitch Thomas     | Kirby Gill     |                |                                             | ЧАСК 2018                                |
| Кёрлинг среди смешанных пар (mixed doubles curling) |                 |                       |                  |                |                |                                             |                                          |
| 2018—19                                             | Тали Гилл       | Дин Хьюитт            |                  |                |                | Пит Манасантивонгс                          | ЧМСП 2019 (4 место)                      |
| 2020—21                                             | Тали Гилл       | Дин Хьюитт            |                  |                |                | Пит Манасантивонгс                          | ЧМСП 2021 (13 место)                     |
| 2021—22                                             | Тали Гилл       | Дин Хьюитт            |                  |                |                | Джон Моррис, Пит Манасантивонгс             | ЗОИ 2022 (квал. 2021)                    |
| 2021—22                                             | Тали Гилл       | Дин Хьюитт            |                  |                |                | Пит Манасантивонгс (ЗОИ), Лора Уокер (ЧМСП) | ЗОИ 2022 (10 место) ЧМСП 2022 (11 место) |
| 2022—23                                             | Тали Гилл       | Дин Хьюитт            |                  |                |                | Лора Уокер, Джессика Амундсон               | ЧМСП 2023 (8 место)                      |
| 2023—24                                             | Тали Гилл       | Дин Хьюитт            |                  |                |                | Perry Marshall, Lisa Rogerson               | ЧАСП 2023 · ЧМСП 2024 (15 место)         |
| 2024—25                                             | Тали Гилл       | Дин Хьюитт            |                  |                |                | Perry Marshall, Lisa Rogerson               | ЧАСП 2024 · ЧМСП 2025                    |
| 2025—26                                             | Тали Гилл       | Дин Хьюитт            |                  |                |                |                                             | ЧАСП 2025                                |

(скипы выделены полужирным шрифтом)

## Частная жизнь
Из семьи кёрлингистов. Её мать, Линетт (Лин) Гилл — кёрлингистка и тренер по кёрлингу. Две сестры Тали — Кирби Гилл (англ. Kirby Gill) и Джайна Гилл (англ. Jayna Gill) — также кёрлингистки, играют в команде, скипом которой является Тали.